# Котарбинский, Милош
Александр Васильевич (Милош) Котарбинский (пол. Miłosz Kotarbiński, 25 января 1854 в c. Чемерники, Люблинской губернии, Царства Польского, Российской империи — октябре 1944 г. в Гродзиск-Мазовецком, Польша) — российский и польский живописец, певец, литературный критик, поэт и композитор, профессор.
Младший брат польского писателя Юзефа Котарбинского и двоюродный брат художника Вильгельма Котарбинского, отец философа Тадеуша Котарбинского.

## Биография

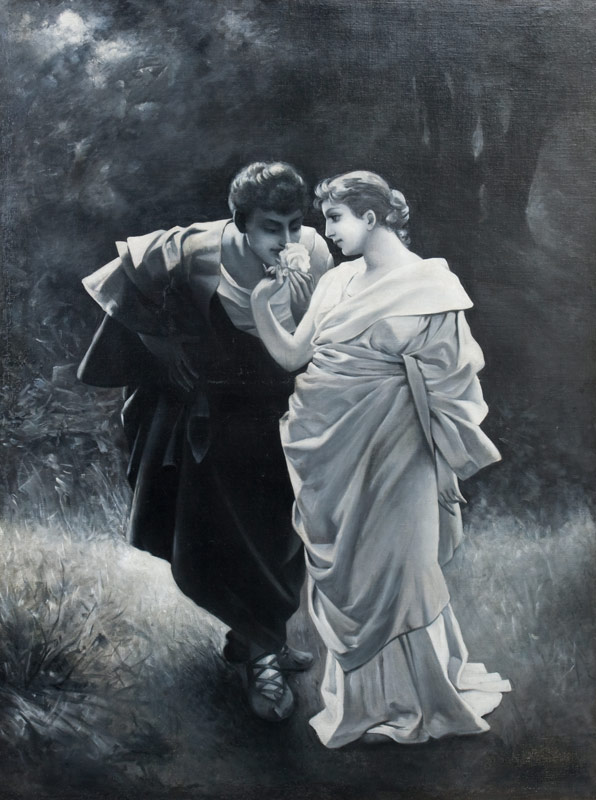
Милош Котарбинский «Античная любовная сцена» (1889)

Учился живописи в Варшаве у Войцеха Герсона и Александра Каминского. С 1875 года он обучался в Императорской Академии художеств в Санкт-Петербурге под руководством М. К. Клодта и П. П. Чистяковa.
Получал награды Академии художеств: малая серебряная медаль (1877), малая серебряная (1878), две больших серебряных медали (1879), малая золотая (1881) за картину «Вулкан Прометея, прикованного к скалам Кавказа, омываемых волнами, в присутствии Силы и Власти». Академию окончил в 1882 году с присвоением ему звания классного художника 1-й степени за программу «Больной князь Пожарский принимает московских послов».
Затем отправился в заграничное турне, где в Риме продолжил повышать своё мастерство. После возвращения в Польшу в 1883 г., работал учителем рисования и живописи в столичных школах, а позже профессором городской школы рисования в Варшаве. В последующие годы (1887—1891) — художник и иллюстратор в газетах и журналах Польши, был художественным руководителем журнала «Иллюстрированный еженедельник».
В 1892—1912 гг. М. Котарбинский преподавал в основанной им частной художественной школе для женщин.
В 1905 ему было присвоено звание академика живописи Императорской Академии художеств.
В 1905 он стал профессором в Варшавской школы изящных искусств, а с 1923 — директором этого учебного заведения.
Кроме того, занимался артистической критикой, пел в хоре «Лютня», писал песни, сказки, стихи и фрашки.

## Творчество
Первоначально Милош Котарбинский был художником исторического жанра, позже писал пейзажи, иногда картины на религиозную тематику и фантастические сцены . Его ранние работы отражают влияние Яна Матейко.
Его картины находятся в музеях России, и галереях Загреба, столицы Хорватии.
2 мая 1909 года он принял участие в работе жюри конкурса на памятник Шопену в Варшаве.
В 1929 году представил дизайн монеты в 1 злотый.
М. Котарбинский является автором медали Независимости и Креста Независимости, утверждённых президентом Польши 7 ноября 1930 г.

Награды, разработанные Милошем Котарбинским
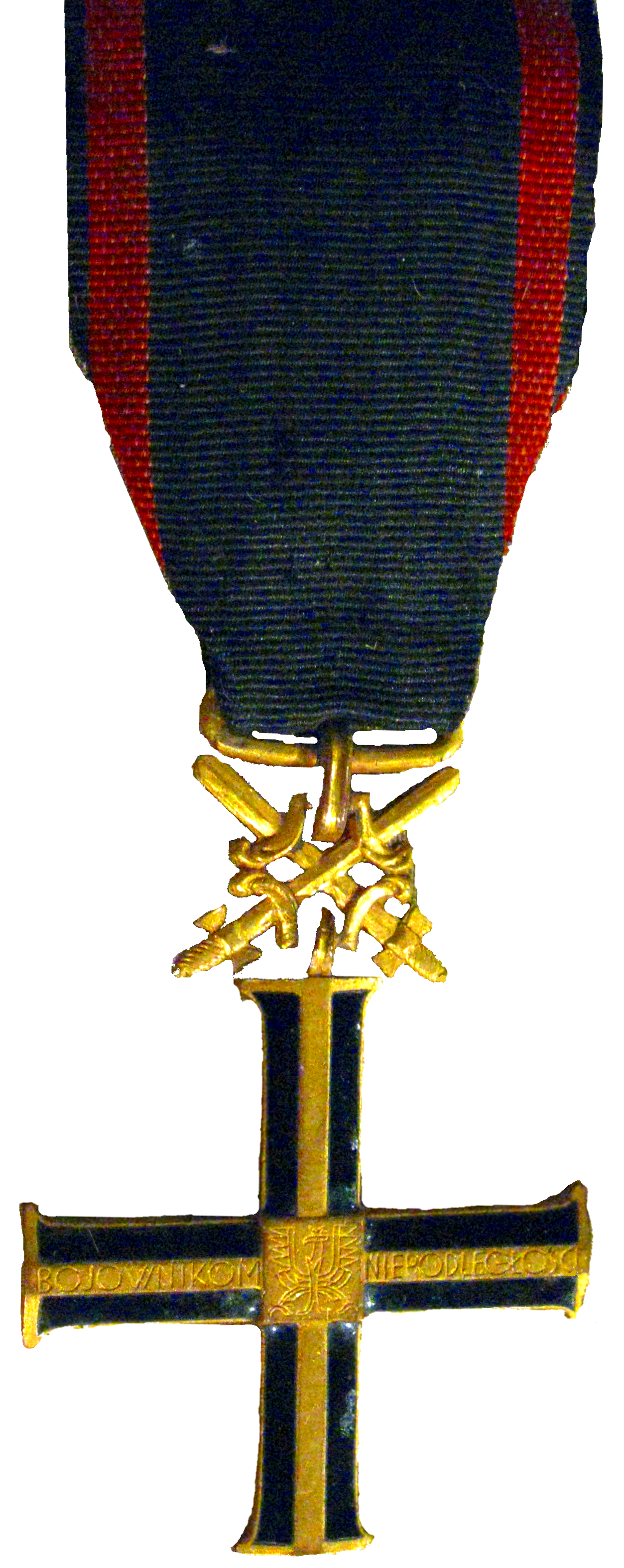
Крест Независимости
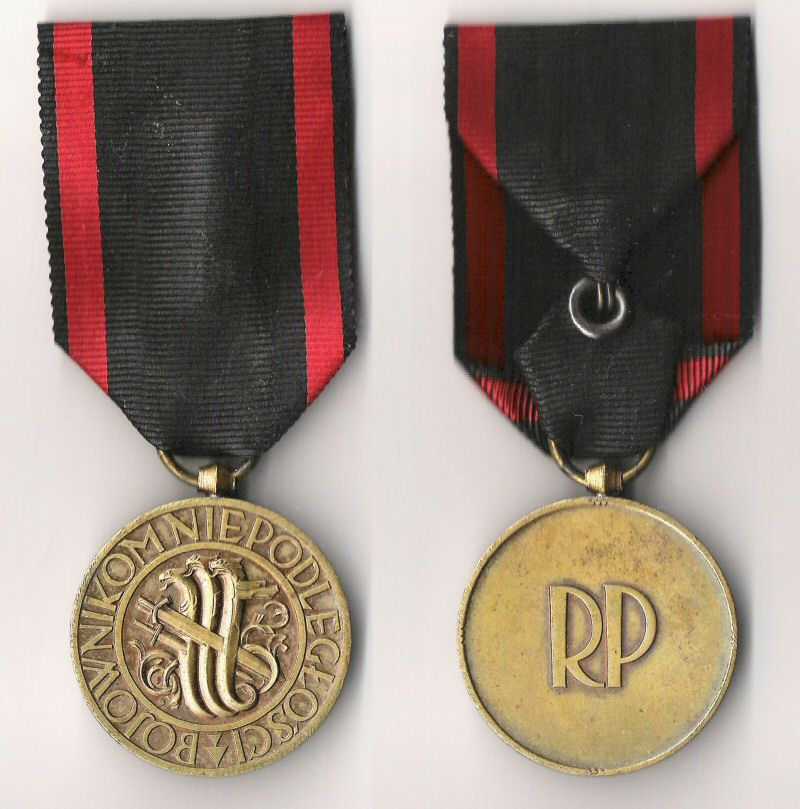
Медаль Независимости

## Избранные картины
- Под ангельской стражей;
- Тритоны;
- Портрет жены Евы Косковской — Котарбинской (1891; утрачен после начала Второй мировой войны).

## Награды
- Командорский крест Ордена Возрождения Польши (10 ноября 1938 года „за заслуги в области искусства”)[3]
- Офицерский крест Ордена Возрождения Польши (2 мая 1923 года)[4]